# Кер, Уильям (футболист)
Уильям Кер (англ. William Ker; 20 марта 1852, Эдинбург, Шотландия — 3 декабря 1925, Вашингтон, США) — шотландский футболист, фулбек (аналог современного защитника), выступавший за «Куинз Парк», «Гранвилл» и национальную сборную Шотландии. Участник первого официального международного футбольного матча.

## Биография
Уильям оформил членство в клубе «Куинз Парк» в 1870 году. В марте 1872 года он принял участие в матче кубка Англии против клуба «Уондерерс»: это была его первая известная игра. 28 августа 1872 года во встрече с «Эйрдри» он отметился двумя первыми забитыми мячами. В 1873 году из команды ушёл капитан Роберт Гарднер, и Уильям был избран его преемником. Однако и он вскоре покинул «Куинз Парк»: матч в кубке Шотландии против «Дамбрека», состоявшийся 25 октября того же года, стал для него последним. В 1872—1873 годах Уильям параллельно выступал за клуб «Гранвилл», который также находился в Глазго.
Свою первую игру в форме национальной сборной Шотландии Уильям провёл 30 ноября 1872 года: он стал участником первого официального футбольного матча со сборной Англии. 8 марта 1873 года фулбек сыграл свой второй и последний матч за сборную (снова против англичан).
В декабре 1873 года Уильям эмигрировал в США и больше в футбол не играл. Он умер в Вашингтоне 3 декабря 1925 года.

## Статистика выступлений за сборную Шотландии
| Матчи и голы Кера за сборную Шотландии | Матчи и голы Кера за сборную Шотландии | Матчи и голы Кера за сборную Шотландии | Матчи и голы Кера за сборную Шотландии | Матчи и голы Кера за сборную Шотландии | Матчи и голы Кера за сборную Шотландии |
| №                                      | Дата                                   | Оппонент                               | Счёт                                   | Голы Кера                              | Соревнование                           |
| -------------------------------------- | -------------------------------------- | -------------------------------------- | -------------------------------------- | -------------------------------------- | -------------------------------------- |
| 1                                      | 30 ноября 1872                         | Англия                                 | 0:0                                    | -                                      | Товарищеский матч                      |
| 2                                      | 8 марта 1873                           | Англия                                 | 2:4                                    | -                                      | Товарищеский матч                      |

Итого: 2 матча / 0 голов; 0 побед, 1 ничья, 1 поражение.